# 谷爱凌
谷爱凌（2003年9月3日—），出生於美国旧金山，中美混血兒，佛教徒，女子自由式滑雪运动员。谷爱凌于2019年起代表中國參加國際比賽。她的名字「愛凌」是為了紀念其母亲谷燕的妹妹、因车祸不幸去世的谷凌。
在2022年北京冬奧會上，年僅18歲的谷爱凌在自由式滑雪女子大跳台项目中奪得金牌，成為自由式滑雪项目中最年輕的奧運冠軍，之后又在坡面障碍技巧和U形场地技巧中获得银牌和金牌，让她成为首位在單屆冬奧會上獲得三枚獎牌的自由式滑雪運動員 。在中美地缘政治关系紧张的时代背景下，谷爱凌从美国转而代表中国比赛的这一行为让她在冬奥会期间引起了全世界的关注和讨论。
2022年，谷爱凌入选时代杂志年度百大影响力人物。2022年6月7日谷愛凌宣布自己将担任美国盐湖城申奥大使。

## 早年生活及教育

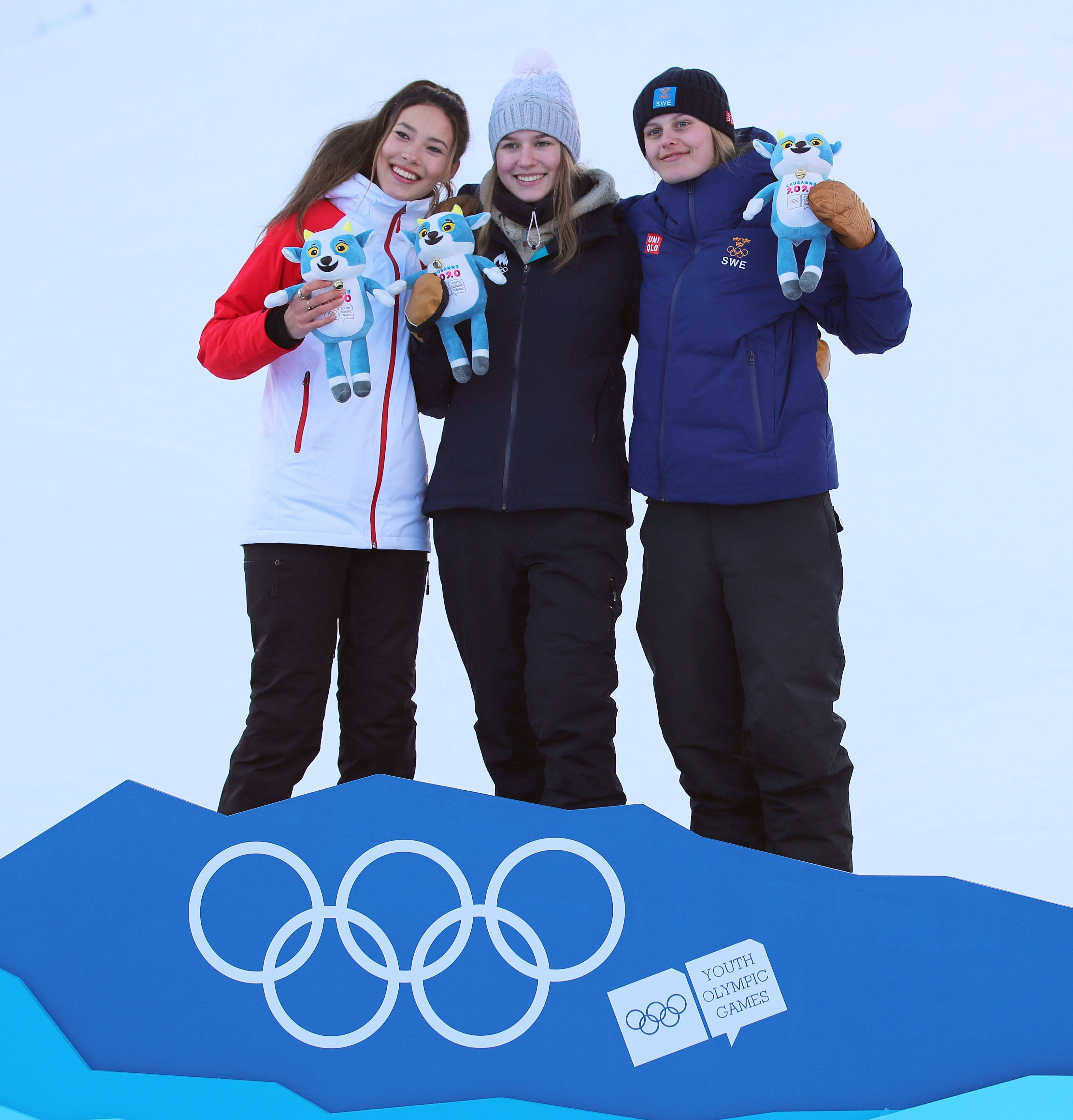
2020年冬季青年奥林匹克运动会自由式滑雪女子坡面障礙技巧頒獎

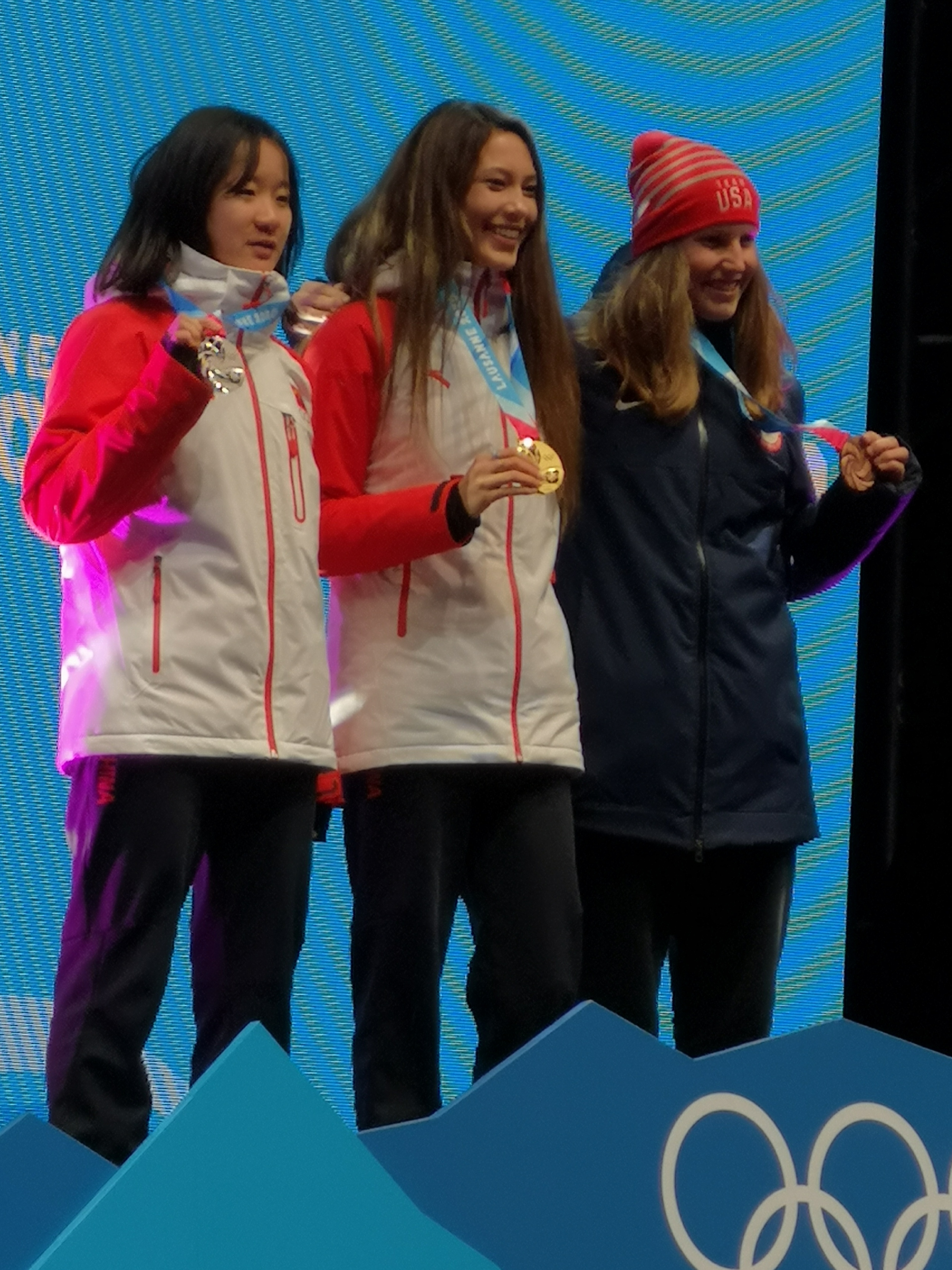
2020年冬季青年奥林匹克运动会自由式滑雪女子U型場地技巧頒獎

2003年9月3日，谷爱凌出生于美国加利福尼亚州旧金山。母亲谷燕来自中国北京，也曾是一名滑雪教练，父亲是美国人，其他信息不明，外祖母冯国珍是交通运输部退休干部、原交通部体改司高级工程师。谷爱凌英文中間名是「冯」（Feng）。谷爱凌从小便生活在单亲家庭，由母亲抚养长大。谷燕在洛克菲勒大學學習生物化學，第一次滑雪是在紐約，她對滑雪的熱愛（她曾在太浩湖附近當滑雪教練）影響了谷爱凌。谷爱凌自小居住于美国，常随母亲前往中国北京，一度在海淀黃莊參加補習班。她一直上私校，于2017年毕业于凯瑟琳·德尔玛·伯克学校，2020年毕业于旧金山大学预备高中。
2020年12月11日，谷爱凌被斯坦福大学录取，后表示会推迟一年在2022年冬季奥林匹克运动会后继续求学。

## 运动生涯

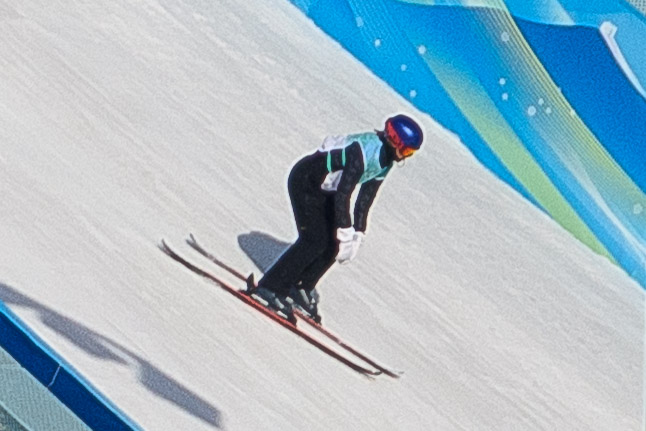
2022年2月7日，她在女子自由滑雪大跳台資格賽上的第一跳（拍摄自新首钢大桥）

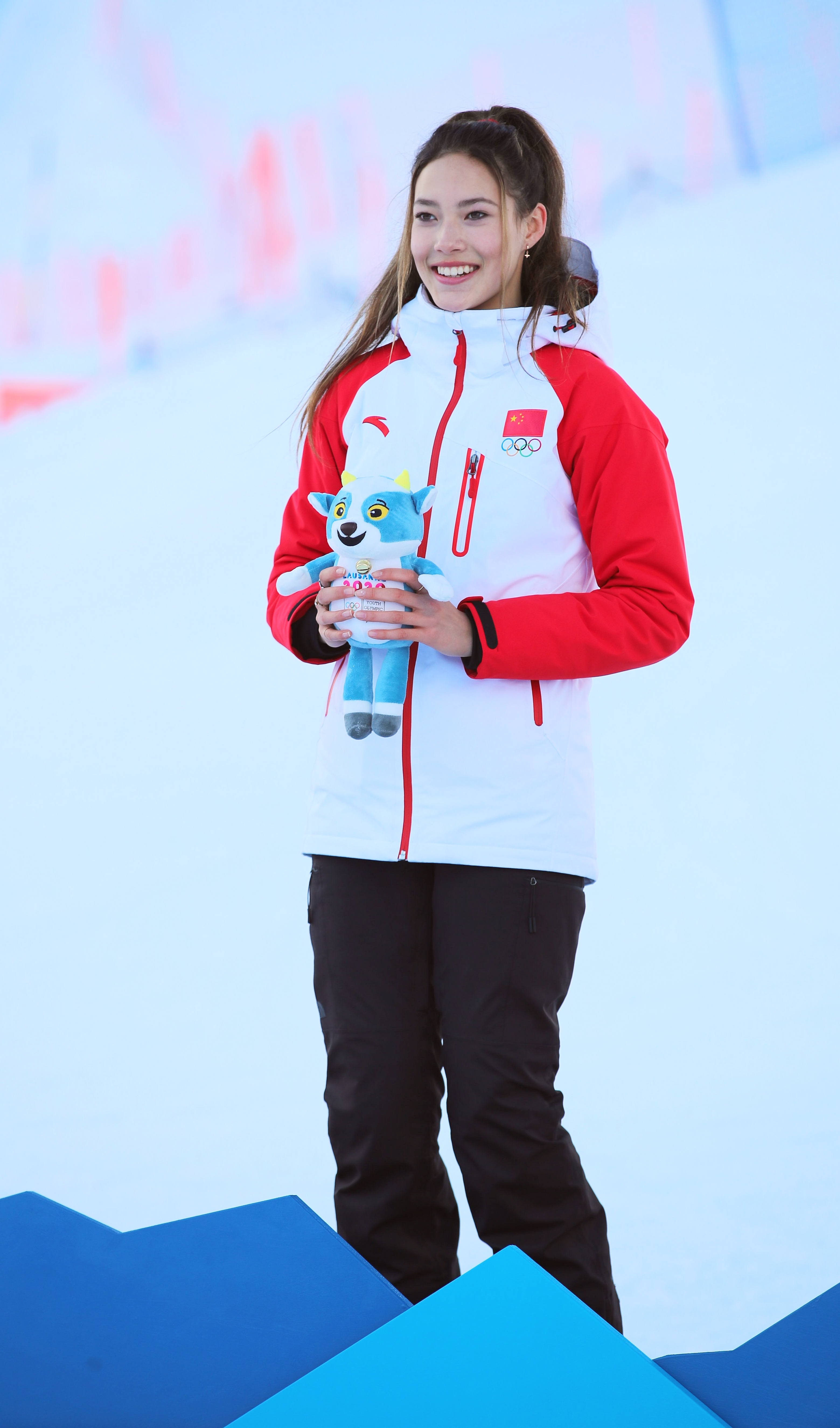
2020年冬季青年奥林匹克运动会自由式滑雪女子坡面障礙技巧頒獎。

2012年参加全美滑雪比赛获得自由式滑雪少年组冠军。2017年至2019年1月间，她代表美国参加国际正式成年组比赛。2019年1月，谷爱凌代表美國，在2018/2019國際雪聯自由式滑雪世界盃第三赛季獲得坡面障礙技巧比賽第一名。
2019年6月，谷爱凌在新浪微博宣布将代表中国出赛，并作为2020年冬青奥会中国代表团中的一员在自由式滑雪比赛中获得两金一银。

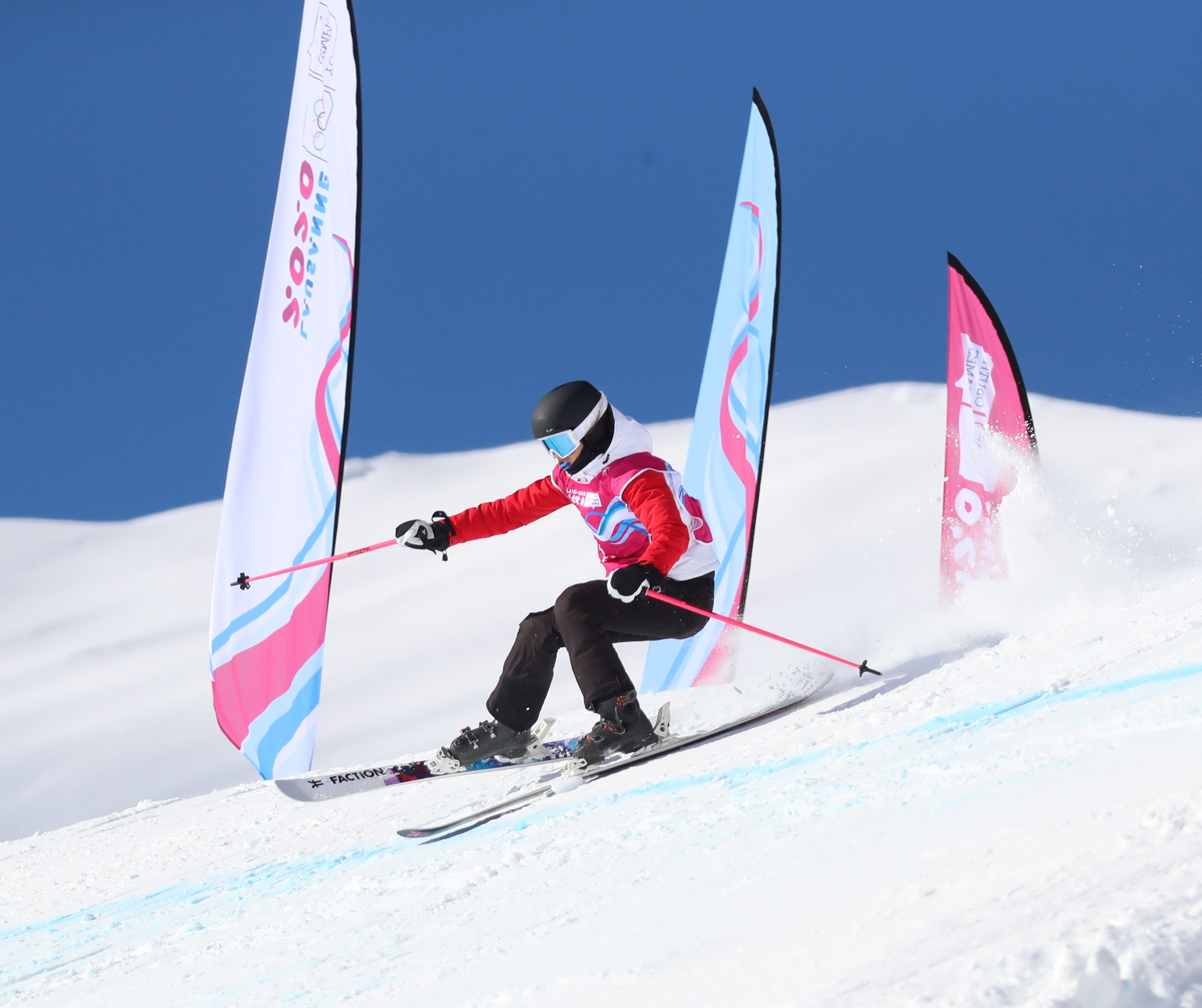
2020年冬季青年奥林匹克运动会自由式滑雪女子坡面障礙技巧

2020年2月15日上午，在2019至2020赛季国际雪联自由式滑雪世界杯卡尔加里站比赛中，谷爱凌以94分夺取女子U型池比赛冠军。2021年1月，谷爱凌在2021世界极限运动会X Games中共获得两金一铜。2021年3月13日，谷愛凌在自由式滑雪世锦赛女子U型池的决赛中奪冠，這也是中国选手首次在世界锦标赛该项目上獲得金牌。3月14日，谷爱凌又奪得女子坡面障碍技巧决赛金牌。

2021年12月5日，谷爱凌於单板滑雪和自由式滑雪世界杯美国斯廷博特站获得女子自由式滑雪冠军。2021年12月31日、2022年1月2日，谷爱凌兩度奪得国际雪联自由式滑雪世界杯卡尔加里站女子U型场地冠军。1月8日，谷爱凌在国际雪联自由式滑雪世界杯美国猛犸山站夺得U型场地项目冠军，並获得了水晶球。这也是谷爱凌在运动生涯中首次捧起国际雪联水晶球奖项。

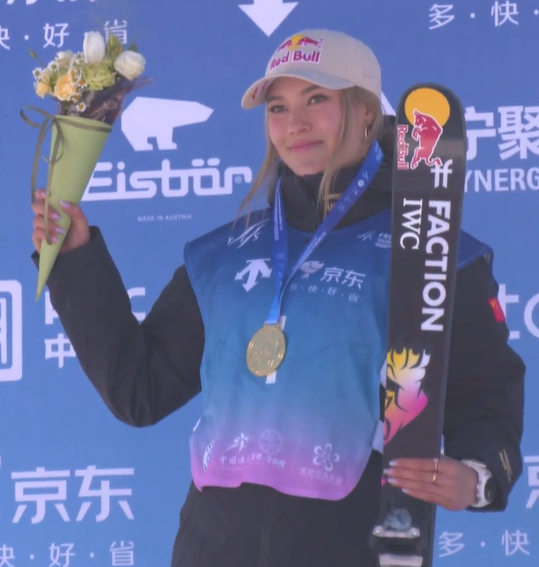
谷爱凌于2023-24赛季国际雪联U型场地世界杯云顶站比赛夺冠

2022年2月7日，谷爱凌在北京冬奥会自由式滑雪女子大跳台资格赛中完成首秀，以161.25分的总分排在第5位，顺利晋级决赛。在翌日的决赛中，谷爱凌以总分188.25分获得金牌，这是她在奥运会上获得的第一枚金牌，也是中国女子在雪上项目斩获的第一枚奥运金牌，其中第一跳为两周空翻偏轴转体1440度，第三跳采用了此前从未在正式比赛中跳出过的“向左偏轴转体1620度”高难度动作，而此前法国选手泰丝·勒德在同场比赛第一轮也成功完成了1620度转体。
大跳台比赛结束后，谷爱凌坡面障碍技巧比赛中获得银牌，U型场地比赛中以95.25分获得金牌。谷爱凌在本届冬奥会上共获得2金1银。
2022年4月8日被国务院评为北京冬奥会、冬残奥会突出贡献个人。
2023年1月20日，谷爱凌奪得自由式滑雪U型场地技巧世界杯加拿大卡尔加里站女子决赛冠军。1月22日，又奪得世界杯加拿大卡尔加里站女子U型池场地比赛冠軍。
2023年5月8日，谷爱凌夺得劳伦斯年度最佳极限运动员。
2023年12月9日，谷爱凌在崇禮雲頂滑雪公園進行的國際雪聯自由式滑雪及單板滑雪U型場地世界盃中奪冠。12月16日，谷爱凌又奪得自由式滑雪U型场地世界杯美国铜山站冠軍。
2024-2025赛季国际雪联自由式滑雪U型场地技巧世界杯新西兰卡德罗纳站决赛上，谷爱凌夺冠，拿下职业生涯第15个世界杯冠军。2024年12月7日，谷愛凌奪得2024-2025赛季国际雪联自由式滑雪U型场地技巧世界杯崇礼站女子组比赛冠軍。截至2024年12月22日，谷爱凌獲得17个国际雪联自由式滑雪世界杯冠军，由此超越泰丝·勒德保持的国际雪联自由式滑雪世界杯冠军数纪录。

## 国籍争议
谷爱凌出生于美国旧金山。根据美国宪法第十四修正案，任何在美国出生且受其管辖（并非外交官子女或敌国子民）的人，均在出生时成为美国公民。谷爱凌2019年6月在国际滑雪联合会更改国籍为中華人民共和国后开始代表中国参赛，在2022年冬季奥林匹克运动会中以中華人民共和國國籍參賽。
按照《中华人民共和国和美利坚合众国领事条约》，自称同时具有美国国籍和中国国籍的人进入中国的入境手续会按照中国的法律处理。
《奥林匹克宪章》第41条允许双重国籍或多重国籍，但参赛者必须是其代表的国家的国民；该条及该条的附属立法亦规定，持有双重国籍者可以代表任何一个国籍国参与赛事，但在首次代表任何国家参与奥运会、洲运会或世锦赛后，不得再代表其他国家，但因加入别国国籍、国家变更（分裂、合并、独立）等原因，经执委会批准则属例外，可在最后一次代表原国籍国参赛三年之后，代表新国籍国参赛。
《中华人民共和国国籍法》第七条说：“外国人或无国籍人……可以经申请批准加入中国国籍”；第八条说：“……被批准加入中国国籍的，不得再保留外国国籍”。此外，该法第五条说：“父母双方或一方为中国公民，本人出生在外国，具有中国国籍；但父母双方或一方为中国公民并定居在外国，本人出生时即具有外国国籍的，不具有中国国籍”。这种出生时根据外国法律具有外国国籍、又根据中国法律具有中国国籍的情况，被称为“国籍冲突”。法庭判例及領事實踐上通常參照住在國法律制度，將《國籍法》第五条中的「定居」詮釋為擁有「永久居民身分」。若谷爱凌的母亲谷燕在谷愛凌出生時持有美國綠卡，谷爱凌本人出生在美国领土又自动拥有美国国籍，則谷爱凌出生时不具有中国国籍；若谷燕當時沒有綠卡，則谷爱凌雖按照美國法律擁有美國國籍，但亦會被中方認定為中國國籍，造成「國籍衝突」之情況。
中国驻纽约总领事馆向BBC表示，谷爱凌需要入籍或者获得中国的永久居留权后才能代表中国参赛，谷爱凌和其他4位运动员经过了相关程序，获得了代表中国参加2022年北京冬奥会的资格。2020年中国司法部放宽了外国人获得永久居留权的规定，使在体育、科学、文化等领域取得国际认可的外国人有资格获得永久居留权。但如果只具有中国永久居留权而不具有中国国籍，则并不符合奥林匹克宪章第41规定的参赛资格，根据该条，参赛者须为其所代表国的国民（national）。
2022年2月10日，新媒体华尔街电视的记者李其在其推特账号上援引国际奥委会答复其有关谷爱凌国籍一事的询问时表示：谷女士于2019年获得中国国籍；在2020年冬季青年奧林匹克運動會之前，其已于2019年12月向IOC执委递交体育国籍变更并获得批准，该批准严格遵循《奥林匹克宪章》第41.1条，及《奥林匹克宪章》第41条附则第2款。中国奥委会了遵循适当程序、提交了必要文件，包括她的中国护照副本。
德国之声的报道指出：中国现行的《国籍法》颁布于1980年，此后再无任何修订。该法总共只有18条，行文异常简单，因此在许多细节问题上相当粗略。例如当一名外籍人士自愿申请加入中国国籍时，《国籍法》没有具体规定自愿加入中国国籍者究竟应在多少天内放弃原有外国国籍。中国行政机关也没有就《国籍法》公布过统一的执行细则或者实施条例。从多个中国驻外使领馆的网站上，都能看到存在一些模棱两可的例外情况。该报道认为谷爱凌的冬奥参赛资格并无问题，而媒体以及社交网站更为关心的问题则是谷爱凌究竟是否具有双重国籍、是否违反了中国《国籍法》。
根据美国财政部的记录，没有证据表明她已放弃美国国籍。2021年3月1日，谷爱凌在新浪微博上写道，她获得美国高中毕业生“总统学者计划”提名，但此项奖学金的申請資格僅对美国公民或永久居民开放。
2022年6月7日据美国《时代周刊》报道，谷爱凌在TIME 100峰会上表示，自己将担任美国申办2030年或2034年盐湖城冬奥会的大使；不后悔自己代表中国参加北京冬奥会。有一些中国大陆网民以此认定谷爱凌为美国国籍。据报道经常有参与申办奥运会的国家和城市邀请与本地有渊源、也有全球知名度的运动员担任申奥大使，以帮助它们在海外进行形象推广和宣传，如美籍华裔网球运动员张德培、中国运动员丁俊晖、中国滑雪运动员申雪和赵宏博等。6月8日，《环球时报》发表社评称部分美国媒体对中国一些网民言论的强化和夸大是美国国内政治狭隘、社会严重撕裂、对少数族裔“不信任”等心态的自我投射，以及将中国舆论节奏向“极端民族主义”引导和刻画。 《联合早报》则认为，一些网民狭隘的爱国主义本身就与竞技体育中的国际化有冲突，在中美两国民族主义情绪不断蔓延的今天，谷爱凌想游走的中间模糊地带会越来越狭窄。

## 政治观点
谷爱凌过去曾表达过对“Black Lives Matter”（黑人的命也是命）运动的支持，也为抗议美国的反亚裔暴力发声，但是被部分人士指在新疆、香港等涉及政治争议的议题上保持沉默。在拒绝《经济学人》的访问邀请时，她的美国经纪人汤姆·亚普斯向该杂志表示：“如果（谷爱凌）参与的文章当中有两段话是批评中国和人权的，那就会对她在那里有影响。只要有一件事，那整个生涯就会遭到破坏。”
《美聯社》曾詢問谷愛凌是否關注彭帥的人身安全，谷愛凌迴避了該問題，僅稱「很欣喜她如此快樂健康」。

## 轶事
谷爱凌爱好广泛，除了滑雪外还擅长跑步、篮球、钢琴等，曾作为签约模特多次登上杂志封面，以及用时3小时24分36秒在巴黎奥运会马拉松大众组中完赛。
2021年10月27日，中国移动咪咕发布了以谷爱凌为原型创造的虚拟形象“中国移动5G冰雪数智达人”Meet GU。另有一部關於谷爱凌的紀錄片《谷爱凌：我，18》。
中共中央总书记习近平在北京冬奥会、冬残奥会总结表彰大会发表讲话时提到“谷爱凌是爱吃馅饼”引发热议。
2024年夏季奥运会期间，法国运动员无视中国队游泳教练的握手引发争议，谷爱凌因删除社交媒体上对马尔尚的评论而得到中国大陆网友的好评，但随后谷爱凌与马尔尚夜店疑似激吻的影片曝光，部分网友转而斥责谷爱凌为“双面人”。

## 外部連結
- 谷爱凌在FIS (freestyle)（英语）
- 谷爱凌在Olympics.com（英语）
- 谷爱凌在Olympedia（英语）
- 谷爱凌在国际奥林匹克委员会的资料
- 谷爱凌的新浪微博
- 谷爱凌的Instagram帳戶